# USS Leland E. Thomas (DE-420)
USS Leland E. Thomas (DE-420) là một tàu hộ tống khu trục lớp John C. Butler từng phục vụ cùng Hải quân Hoa Kỳ trong Chiến tranh Thế giới thứ hai. Nó là chiếc tàu chiến duy nhất của Hải quân Hoa Kỳ được đặt cái tên này, theo tên Thiếu úy Thủy quân Lục chiến Leland Evan Thomas (1918–1942), phi công từng phục vụ tại Mặt trận Tây Nam Thái Bình Dương, đã tử trận tại Guadalcanal vào ngày 18 tháng 9, 1942 và được truy tặng Huân chương Chữ thập bay Dũng cảm. Nó đã phục vụ trong suốt Thế chiến II, được cho ngừng hoạt động sau khi xung đột chấm dứt vào năm 1946, rồi cuối cùng bị bán để tháo dỡ vào năm 1973. Leland E. Thomas được tặng thưởng một Ngôi sao Chiến trận do thành tích phục vụ trong Thế Chiến II.

## Thiết kế và chế tạo
Lớp John C. Butler được thiết kế nhằm đáp ứng nhu cầu một số lượng lớn nhưng rẻ tiền của một kiểu tàu hộ tống chống tàu ngầm để hộ tống các đoàn tàu vận tải vượt đại dương. Chúng có chiều dài chung 306 foot (93,3 m), mạn tàu rộng 36 foot 10 inch (11,2 m) và mớn nước 13 foot 4 inch (4,1 m), trọng lượng choán nước tiêu chuẩn 1.350 tấn Anh (1.372 t), và lên đến 1.745 tấn Anh (1.773 t) khi đầy tải, với một thủy thủ đoàn bao gồm 14 sĩ quan và 201 thủy thủ. Con tàu được vận hành bởi hai turbine hơi nước hộp số Westinghouse; hơi nước được cung cấp bởi hai nồi hơi "D" Express, tạo ra công suất 12.000 mã lực càng (8.900 kW) và cho phép đạt được tốc độ tối đa 24 hải lý trên giờ (44 km/h; 28 mph). Nó có tầm hoạt động 6.000 hải lý (11.000 km; 6.900 mi) ở tốc độ đường trường 12 hải lý trên giờ (22 km/h; 14 mph).
Dàn vũ khí chính bao gồm hai tháp pháo 5-inch/38 caliber đa dụng nòng đơn, được dẫn đường bởi hệ thống điều khiển hỏa lực Mark 51; vũ khí phòng không gồm hai khẩu đội Bofors 40 mm L/60 nòng đôi và mười khẩu Oerlikon 20 mm nòng đơn cũng được dẫn đường bởi hệ thống Mark 51. Ngoài ba ống phóng ngư lôi 21 inch (533 mm), vũ khí chống ngầm bao gồm hai đường ray thả mìn sâu, tám máy phóng mìn sâu K-gun cùng một dàn súng cối chống ngầm Hedgehog. Con tàu được trang bị sonar kiểu QC, radar dò tìm mặt biển SL và radar dò tìm không trung SA.
Leland E. Thomas được đặt lườn tại xưởng tàu của hãng Brown Shipbuilding Co. ở Houston, Texas vào ngày 21 tháng 1, 1944. Nó được hạ thủy vào ngày 28 tháng 2, 1944, được đỡ đầu bởi bà Benjamin E. Thomas, mẹ của Thiếu úy Thomas, và được cho nhập biên chế cùng Hải quân Hoa Kỳ vào ngày 19 tháng 6, 1944 dưới quyền chỉ huy của Hạm trưởng, Thiếu tá Hải quân Leslie Edward Rosenberg.

## Lịch sử hoạt động

### Mặt trận Đại Tây Dương
Sau khi được trang bị tại Galveston, Texas và hoàn tất chuyến đi chạy thử máy huấn luyện tại khu vực Bermuda, Leland E. Thomas lên đường đi Boston, Massachusetts vào ngày 11 tháng 8, 1944, đi vào Xưởng hải quân Boston hai ngày sau đó để sửa chữa sau chạy thử máy. Nó đi đến Norfolk, Virginia vào ngày 25 tháng 8, rồi khởi hành mười ngày sau đó để tham gia tuần tra chống tàu ngầm dọc theo vùng bờ Đông cho đến ngày 5 tháng 9.
Đi đến Casco Bay, Maine vào ngày 6 tháng 9, Leland E. Thomas tiếp tục hoạt động dọc theo vùng bờ Đông cho đến khi lên đường vào ngày 20 tháng 9, hộ tống một đoàn tàu vận tải vượt Đại Tây Dương, đi đến Naples, Ý vào ngày 4 tháng 10. Nó khởi hành vào ngày 10 tháng 10 cho chặng quay trở về Hoa Kỳ, về đến New York vào ngày 23 tháng 10. Sau khi chuẩn bị để được điều động sang khu vực Mặt trận Thái Bình Dương, nó lên đường vào ngày 10 tháng 11, hộ tống chiếc tàu kho chứa Polaris (AF-11) đi sang vùng kênh đào Panama, đi đến Cristobal vào ngày 16 tháng 11, rồi tiếp tục băng qua kênh đào và gia nhập Đội hộ tống 76 để hướng đến Trân Châu Cảng.

### Mặt trận Thái Bình Dương
Cùng với Đội hộ tống 76, Leland E. Thomas đi đến đảo Manus thuộc quần đảo Admiralty vào ngày 20 tháng 12. Từ ngày 1 tháng 1 đến ngày 19 tháng 2, 1945, nó hộ tống các đoàn tàu vận tải đi lại giữa vịnh Leyte tại Philippines, Manus và Hollandia tại New Guinea. Sau đó nó tham gia hộ tống bảo vệ tại vịnh Mangarin, Mindoro, và tuần tra dọc các tuyến hàng hải tại các vùng biển Sulu, eo biển Mindoro và các lối tiếp cận phía Tây đến Luzon cho đến ngày 17 tháng 3. Đang khi truy tìm một tàu ngầm đối phương về phía Nam San Jose de Buenavista, Panay vào ngày 4 tháng 3, nó phát hiện máy bay đối phương tại một sân bay lân cận, và đã dẫn đường cho máy bay tiêm kích-ném bom đến tấn công phá hủy. Trong giai đoạn từ ngày 18 tháng 3 đến ngày 28 tháng 4, nó phục vụ cùng Tiền phương biển Philippines để hộ tống tàu bè và các đoàn tàu vận tải trong khu vực.
Từ ngày 29 tháng 4 đến ngày 9 tháng 6, Leland E. Thomas lại hoạt động hộ tống bảo vệ tại cảng Polloc, Mindanao, và hoạt động tại vịnh Davao. Nó đã tham gia bắn phá khu vực Falisay Point ở phía Bắc Cape San Augustan vào ngày 19 tháng 5, rồi cùng tàu khu trục Flusser (DD-368) bắn phá Luayan Point vào ngày 1 tháng 6. Sau đó nó tham gia cuộc đổ bộ lên đảo Balut, Sarangani, rồi hộ tống chiếc tàu tiếp dầu Chepachet (AO-78) hướng sang Borneo để tiếp nhiên liệu cho đội đặc nhiệm đang hoạt động bắn phá Balikpapan. Nó tiếp tục tuần tra tại khu vực vận chuyển để hỗ trợ cho cuộc đổ bộ lên Balikpapan vào ngày 1 tháng 7.
Rời vùng biển Borneo vào ngày 20 tháng 7, Leland E. Thomas quay trở về vịnh Subic, Luzon vào ngày 28 tháng 7. Nó đang làm nhiệm vụ hộ tống vận tải giữa Philippines và Okinawa khi Nhật Bản chấp nhận đầu hàng vào ngày 15 tháng 8, giúp chấm dứt vĩnh viễn cuộc xung đột. Nó tiếp tục hoạt động tại suốt khu vực quần đảo Philippine cho đến ngày 28 tháng 11, khi nó khởi hành từ Samar, Philippines để quay trở về Hoa Kỳ. Đi ngang qua Eniwetok và Trân Châu Cảng, nó về đến San Pedro, Los Angeles vào ngày 17 tháng 12.
Leland E. Thomas được cho xuất biên chế vào ngày 3 tháng 5, 1946 hoặc ngày 15 tháng 1, 1947,và được đưa về Hạm đội Dự bị Thái Bình Dương, neo đậu tại San Diego, California. Con tàu được rút tên khỏi danh sách Đăng bạ Hải quân vào ngày 1 tháng 12, 1972, và bị bán để tháo dỡ vào ngày 11 tháng 9, 1973.

## Phần thưởng
Leland E. Thomas được tặng thưởng một Ngôi sao Chiến trận do thành tích phục vụ trong Thế Chiến II.
|             |  |  |
| Bronze star |  |  |

| colspan=3                                                               | Huân chương Chiến dịch Hoa Kỳ        |                                                                          |
| Huân chương Chiến dịch Châu Á-Thái Bình Dương với 1 Ngôi sao Chiến trận | Huân chương Chiến thắng Thế Chiến II | Huân chương Giải phóng Philippine (Philippine) với 1 Ngôi sao Chiến trận |